# マーク・ランドール
マーク・レナード・ランドール（Mark Leonard Randall, 1989年9月28日 - ）は、イングランド・ミルトン・キーンズ出身のサッカー選手。ポジションはミッドフィールダー。

## 経歴
2005-06シーズンはFAプレミアリザーブリーグで7試合に出場した。2006年8月1日にアーセナルFCと契約を結んだ。2006年10月24日のカーリングカップ、ウェスト・ブロムウィッチ・アルビオンFC戦においてトップチームデビューを果たした。2007年2月8日にアーセナルとプロ契約を結ぶ。07-08シーズン後半にはバーンリーFCへローン移籍。チャンピオンズリーグのグループリーグ最終節2008年12月10日FCポルト戦でアレクサンドル・ソングに代わって途中出場し、チャンピオンリーグデビューを果たす。結局アーセナルでポジションは掴めず、2011-12シーズンからチェスターフィールドFCへ完全移籍。

## 所属クラブ
- 2006-2011  アーセナルFC

→2008  バーンリーFC (loan)
→2010  ミルトン・キーンズ・ドンズFC (loan)
→2010-2011  ロザラム・ユナイテッドFC (loan)
- 2011-2013  チェスターフィールドFC
- 2013-2014  アスコリ・ピッキオFC 1898
- 2014-2016  ミルトン・キーンズ・ドンズFC
- 2016-2017  バーネットFC
- 2017-2019  クローリー・タウンFC
- 2019  ヘメル・ヘンプスタッド・タウンFC
- 2019-  ラーンFC